# PCGamesN
PCGamesN è una rivista on-line britannica di videogiochi focalizzata su giochi e hardware per PC. Ha un team a tempo pieno di oltre una dozzina di autori ed è il sito più antico posseduto e gestito all'interno del gruppo editoriale Network N.

## Storia
La società madre Network N è stata fondata da James Binns (ex Future Publishing) alla fine di maggio 2012. PCGamesN è stato lanciato il mese successivo. 
Il primo sito web di PCGamesN è stato progettato per ospitare la copertura di notizie su giochi tradizionali insieme a contenuti aggregati e creati dagli utenti, che venivano presentati al lettore in canali dedicati ai principali franchise di giochi. Nel corso di due riprogettazioni dal lancio, si è evoluto per abbracciare pienamente un approccio più tradizionale e ora crea notizie originali su tutta la gamma di giochi e hardware per PC.
Il team di lancio includeva Tim Edwards, ex redattore di PC Gamer. PCGamesN ha aggiunto dieci nuovi canali e due nuovi autori per un totale di sette autori nello staff nell'agosto 2012. Il sito web ha aggiunto lo staff editoriale di GamesMaster  e di Official PlayStation Magazine nel 2015,  in particolare il nuovo redattore capo Joel Gregory. Gregory ha assunto personale da Edge Magazine e Kotaku UK nel 2017, ha concluso la transizione del sito dalla sua prima forma sperimentale e ha supervisionato una riprogettazione, svelando l'attuale layout di PCGamesN nell'agosto 2018 Da allora Network N Media ha lanciato o rilanciato gli altri siti di sua proprietà (The Loadout, Pocket Tactics, Wargamer, The Digital Fix e Custom PC) basati sul nuovo aspetto e sulla nuova tecnologia di PCGamesN.
Ben Maxwell ha assunto la carica di redattore di PCGamesN nel maggio 2018, prima di assumere un nuovo ruolo di leadership all'interno del gruppo editoriale nel novembre 2020. Gli successe nel 2020 Richard Scott-Jones. Nel 2023, Cameron Bald è stato nominato redattore di PCGamesN.